# Czeszewo (powiat wrzesiński)
Czeszewo – wieś w Polsce położona w województwie wielkopolskim, w powiecie wrzesińskim, w gminie Miłosław. Położona na terenie Żerkowsko-Czeszewskiego Parku Krajobrazowego, na prawym brzegu Warty.
| SIMC    | Nazwa            | Rodzaj                 |
| ------- | ---------------- | ---------------------- |
| 0589211 | Czeszewo-Budy    | część wsi (do 2023 r.) |
| 0589228 | Czeszewo-Kolonia | część wsi              |

## Historia
Pierwsza wzmianka o wsi Cessewo znajduje się w dokumencie z 1257. Czeszewo jest dawną posiadłością książęcą, która następnie znalazła się w rękach rycerza Janka herbu Zaremba, kolejno wojewody i kasztelana kaliskiego, a później wojewody poznańskiego. Zarembowie byli możną rodziną, blisko związaną z księciem Bolesławem Pobożnym. Właściciele wsi często się zmieniali. Pod koniec XVIII wieku miejscowość była w posiadaniu księcia Antoniego Barnaby Jabłonowskiego, wojewody poznańskiego i ostatniego kasztelana krakowskiego, który rezydował tu do 1808 (przeniósł się później do pobliskiego Mikuszewa). Od 1808 Czeszewo było własnością księcia orańskiego, w 1838 – króla holenderskiego, a na przełomie XIX i XX wieku – książąt Saksonii-Meiningen. Pod wpływem obcych właścicieli osiedlali się tu Niemcy, którzy w 1880 stanowili 20% mieszkańców. Miejscowy proboszcz ks. Franciszek Nowak 8 grudnia 1918 proklamował powstanie Republiki Czeszewskiej, a po wybuchu powstania wielkopolskiego 27 grudnia 1918 przeprowadził mobilizację i pociągnął ze „swym wojskiem” do Wrześni.
Podczas II wojny światowej w miejscowości Niemcy przeprowadzali akcje wysiedleńcze ludności polskiej. 17 stycznia 1940 Gestapo oraz niemiecka policja wysiedliła piętnastu polskich gospodarzy, osiedlając w ich gospodarstwach niemieckich kolonistów, w ramach niemieckiej akcji kolonizacyjnej Heim ins Reich.
W latach 1975–1998 miejscowość należała administracyjnie do województwa poznańskiego.
W 1975 w Czeszewie odkryto źródła leczniczych wód termalnych. W 1989 powstało Towarzystwo Wykorzystania Wód Termalnych i Walorów Naturalnych Ziemi Czeszewskiej, którego celem jest wykorzystanie leczniczych właściwości wody do celów rehabilitacyjnych osób niepełnosprawnych. 1 grudnia 2003 z inicjatywy towarzystwa rozpoczął w miejscowości działalność warsztat terapii zajęciowej Radość. W terapii biorą udział niepełnosprawni intelektualnie i fizycznie z terenu gminy Miłosław. 1 czerwca 2006 towarzystwo uruchomiło ośrodek hipoterapii i rehabilitacji konnej. W zajęciach uczestniczą dzieci i młodzież do 25. roku życia z powiatu wrzesińskiego.

## Zabytki
Na terenie miejscowości znajdują się 3 obiekty zabytkowe:
- kościół św. Mikołaja, drewniany z 1792 (nr rej.: 2464 z 14.03.1933),
- dawna karczma z XVIII w. (nr rej.: 959/A z 5.03.1970),
- leśniczówka z końca XIX w. (nr rej.: 2206/A z 15.05.1991), obecnie ośrodek edukacji leśnej.

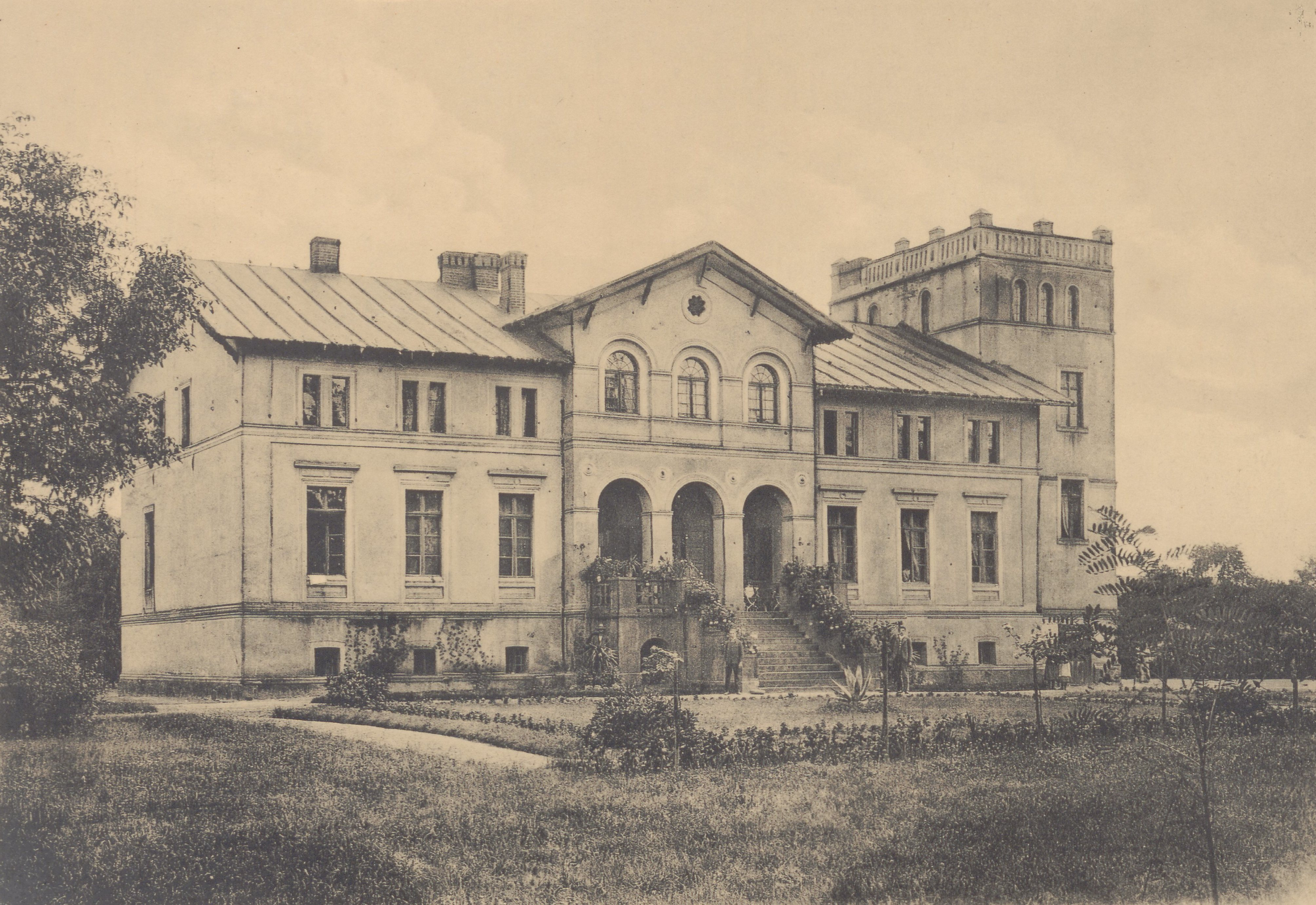
Widok dworu przed 1912